# Oriol Sauleda Regada
Oriol Sauleda Regada   (Sant Pol de Mar, 20 de novembre de 1993) és un poeta i rapsode català.
Ha publicat El paller, amb què va guanyar el premi de poesia Martí Dot 2017, poemari fruit de transcripcions de diferents improvisacions enregistrades. El seu segon llibre va ser Llumeneres, un poemari amb 144 sèptimes de versos heptasíl·labs en què l'autor explora la relació entre la festa, en especial les raves, i l'espiritualitat.
Entre el 2015 i el 2017 va formar part de la banda musical EVE, una proposta que mesclava rock psicodèlic i rapsòdia. També forma part del grup d'improvisacions poètiques Nicomendes Mendes - conjuntament amb els poetes Guim Valls, Víctor Bonet, Núria Martínez-Vernis - i del grup de música Carpa Negra.

## Obra publicada
- I llavors em va dir: un nou concepte del tarot. Poncianes, 2023. (Llibre escrit en col·laboració amb Amor Estadella).
- Llumeneres. Documenta Documenta, 2021
- El paller. Edicions Viena, 2018
- Més enllà de l'oceà. Autoeditat, 2011